# Rhomboxiphus colmani
Rhomboxiphus colmani is een Scaphopodasoort uit de familie van de Entalinidae. De wetenschappelijke naam van de soort is voor het eerst geldig gepubliceerd in 1974 door Palmer.